# Villa Amalia (Bussum)
Villa Amalia of "Huis met de beelden" is een villa aan de Meerweg 7 in de Noord-Hollandse plaats Bussum in de wijk het Spiegel. Het gebouw uit 1902 is een rijksmonument. De architect was Gerrit Jan Vos.
De opdrachtgever voor de bouw was de Amsterdamse koopman Johannes Hulsman die de villa noemde naar zijn echtgenote Amalia.
De benedenverdieping deed van 1956 tot 1971 dienst als kerk voor de Hersteld Apostolische Gemeente.